# James Clifford Timlin
James Clifford Timlin (Scranton, 5 agosto 1927 – Scranton, 9 aprile 2023) è stato un vescovo cattolico statunitense.

## Biografia
James Clifford Timlin a Scranton, in Pennsylvania, il 5 agosto 1927 da James Timlin e Helen (nata Norton).

### Formazione e ministero sacerdotale
Studiò alla St. John the Evangelist Grade School e alla Holy Rosary Grade School. Dopo essersi diplomato, frequentò il St. Charles College di Catonsville, nel Maryland, e il seminario "Santa Maria" di Baltimora. Venne poi inviato a Roma per proseguire gli studi presso il Pontificio collegio americano del Nord e la Pontificia Università Gregoriana a Roma.
Il 16 luglio 1951 fu ordinato presbitero per la diocesi di Scranton da monsignor Martin John O'Connor, rettore del Pontificio collegio americano del Nord. Nel 1952, dopo aver conseguito la laurea in sacra teologia, ritornò in diocesi per assumere l'incarico di vicario parrocchiale della parrocchia San Giovanni Evangelista a Pittston. In seguito fu vicario parrocchiale della parrocchia della cattedrale di San Pietro a Scranton dal 1953 al 1966, vice cancelliere vescovile e segretario provato del vescovo Joseph Carroll McCormick dal 1966 al 1971 e cancelliere vescovile dal 15 dicembre 1971 fino alla nomina a vescovo.
Fu anche presidente della commissione liturgica diocesana e del comitato per l'educazione dei sacerdoti, nonché bibliotecario e segretario del seminario "San Pio X" a Dalton. Nel 1972 divenne membro del collegio dei consultori e nel 1975 presidente del consiglio di amministrazione di The Catholic Light.
Il 3 agosto 1967 ricevette il titolo onorifico di cappellano di Sua Santità e il 14 marzo 1972 quello di prelato d'onore di Sua Santità.

### Ministero episcopale
Il 26 luglio 1976 papa Paolo VI lo nominò vescovo ausiliare di Scranton e titolare di Gunugo. Ricevette l'ordinazione episcopale il 21 settembre successivo nella cattedrale di San Pietro a Scranton dal vescovo di Scranton Joseph Carroll McCormick, co-consacranti l'arcivescovo metropolita di Oklahoma City John Raphael Quinn e il vescovo ausiliare di New Orleans Stanley Joseph Ott.
Fu moderatore episcopale dell'Associazione nazionale delle Società di Santo Nome con un mandato di cinque anni, vicario generale della diocesi dal 1976 e parroco della parrocchia della Natività di Nostro Signore dal 1979. Nel 1983 venne nominato presidente del consiglio del seminario "San Pio X" e della commissione preparatoria del sinodo diocesano.
Il 24 aprile 1984 papa Giovanni Paolo II lo nominò vescovo di Scranton. Prese possesso della diocesi il 7 giugno successivo. Fu il primo sacerdote della diocesi di Scranton a diventarne ordinario diocesano. Durante il suo mandato tenne il secondo sinodo diocesano, istituì l'"appello annuale del vescovo", presiedette una grande ristrutturazione delle parrocchie a causa della carenza di sacerdoti e introdusse una nuova politica per le scuole cattoliche articolato in accorpamenti regionali, costruzione di strutture moderne, nuovi sforzi per la raccolta fondi e una più equa condivisione dei costi operativi tra genitori degli alunni, parroci e diocesi.
Il 14 marzo 1985 Timlin annunciò che non avrebbe partecipato a due eventi in onore dei membri cattolici del Congresso a causa del loro sostegno alla pratica dell'interruzione volontaria di gravidanza. Il primo evento consisteva in una cena del giorno di San Patrizio in onore del rappresentante democratico Peter Wallace Rodino Jr. tenutasi nella contea di Lackawanna, in Pennsylvania. Il secondo vide l'assegnazione di una laurea honoris causa allo speaker della Camera dei rappresentanti, il democratico Tip O'Neill Jr. da parte dell'Università di Scranton. Nel 2003 Timlin rifiutò di partecipare alle cerimonie per l'inizio dell'anno accademico dello stesso ateneo a causa della posizione pro-choice di Chris Matthews a cui sarebbe stata conferita una laurea honoris causa.
Il 25 luglio 2003 papa Giovanni Paolo II accettò la sua rinuncia al governo pastorale della diocesi per raggiunti limiti di età.
Dopo il suo ritiro fu amministratore parrocchiale della parrocchia di San Giuseppe a Wilkes-Barre da febbraio a luglio del 2004, quando divenne rettore di Villa "San Giuseppe" a Dunmore, la residenza diocesana per i sacerdoti in pensione.
Nel settembre del 2004 e nel dicembre del 2011 compì la visita ad limina.
Il 14 agosto 2018, un'indagine del gran giurì della Pennsylvania criticò la gestione da parte di Timlin delle accuse di abusi sessuali contro Thomas Skotek, un sacerdote della parrocchia di San Casimiro a Freeland. Tra il 1980 e il 1985, Skotek aveva violentato e infine messo incinta un'adolescente della parrocchia. Nell'ottobre del 1986, dopo che Timlin venne a conoscenza del crimine, inviò Skotek al Saint Luke Institute di Silver Spring, nel Maryland, per una valutazione psicologica. Il 9 ottobre di quell'anno, Timlin scrisse a Skotek, ricoverato al Saint Luke: "Questo è un momento molto difficile della tua vita e mi rendo conto di quanto tu sia sconvolto. Condivido il tuo dolore. [...] Con l'aiuto di Dio, che non ci abbandona mai e che è sempre vicino, quando avremo bisogno di lui, anche questo passerà, e tutto potrà riprendersi e continuare a vivere. Ti assicuro che sono molto disposto a fare tutto ciò che posso fare per aiutare".
Nel 1987, dopo che Skotek tornò in diocesi, Timlin lo riassegnò alla parrocchia di San Luigi a Wilkes-Barre. Il vescovo non informò i parrocchiani di San Luigi e le autorità civili dei precedenti crimini di Skotek. Il 13 dicembre 1989, la diocesi inviò un risarcimento di 75 000 dollari alla famiglia della vittima della violenza sessuale. Come parte dell'accordo, i parenti firmarono un accordo di non divulgazione e una rinuncia alla responsabilità sia per la diocesi che per Skotek. Questi continuò il suo servizio pastorale fino al 2002. L'indagine del gran giurì del 2018 indicò che Timlin aveva inviato una chiesto al giudice che condannò Robert Caparelli, un altro sacerdote condannato per abusi sessuali, che il prelato fosse mandato in un centro di cura della Chiesa invece che in prigione. L'11 giugno del 2020, l'Università di Scranton rimosse il nome di Timlin da tutte le sue strutture, ribattezzando la Timlin House in Romero Plaza in onore di monsignor Óscar Romero.
Il 31 agosto 2018 il vescovo di Scranton Joseph Charles Bambera proibì a monsignor Timlin di rappresentare la diocesi in tutti gli eventi pubblici, liturgici o di altro genere, visto il suo fallimento nel proteggere i bambini dagli abusi. Questo era il massimo che potesse fare per limitare un altro vescovo. Tuttavia, inviò la questione alla Congregazione per i vescovi che aveva giurisdizione su ulteriori aspetti del ministero del vescovo Timlin. Lo stesso Bambera era stato vicario episcopale per il clero della diocesi di Scranton dal 1995 al 1998 e ammise che durante quel periodo aveva aiutato l'allora vescovo Timlin ad assegnare a un nuovo incarico a un prete che aveva abusato di un minore, sebbene la decisione fosse stata presa dal vescovo.
Il 12 novembre 2018, Timlin disobbedì all'ordine di Bambera partecipando all'assemblea generale della Conferenza dei vescovi cattolici degli Stati Uniti a Baltimora. Inoltre, il 25 febbraio 2020, presenziò alla messa di insediamento dell'arcivescovo Nelson Jesus Perez, vestito con le insegne vescovili. Un portavoce dell'arcidiocesi di Filadelfia confermò di aver invitato il contestato prelato alla messa.
Nel luglio del 2020, Timlin, Bambera e la diocesi di Scranton furono citati in giudizio da tre uomini che denunciavano di avere subito abusi sessuali quando erano minorenni da parte di sacerdoti della diocesi. Due querelanti accusarono Michael J. Pulicare, un prete attivo nella contea di Lackawanna negli anni '70. Il terzo querelante denunciò Ralph N. Ferraldo, in servizio come vicario parrocchiale della parrocchia di Nostra Signora delle Grazie a Hazleton dal 1982 al 1983.
Monsignor Timlin morì a Marywood Heights, Scranton, la mattina del 9 aprile 2023, domenica di Pasqua, all'età di 95 anni. Le esequie si tennero il 18 aprile alle ore 14 nella cattedrale di San Pietro a Scranton e furono presedute da monsignor Joseph Charles Bambera, vescovo di Scranton. Al termine del rito fu sepolto nel cimitero della cattedrale.

## Genealogia episcopale e successione apostolica
La genealogia episcopale è:
- Cardinale Scipione Rebiba
- Cardinale Giulio Antonio Santori
- Cardinale Girolamo Bernerio, O.P.
- Arcivescovo Galeazzo Sanvitale
- Cardinale Ludovico Ludovisi
- Cardinale Luigi Caetani
- Cardinale Ulderico Carpegna
- Cardinale Paluzzo Paluzzi Altieri degli Albertoni
- Papa Benedetto XIII
- Papa Benedetto XIV
- Cardinale Enrico Enriquez
- Arcivescovo Manuel Quintano Bonifaz
- Cardinale Buenaventura Córdoba Espinosa de la Cerda
- Cardinale Giuseppe Maria Doria Pamphilj
- Papa Pio VIII
- Papa Pio IX
- Cardinale Raffaele Monaco La Valletta
- Cardinale Francesco Satolli
- Cardinale Dennis Joseph Dougherty
- Vescovo Joseph Carroll McCormick
- Vescovo James Clifford Timlin

La successione apostolica è:
- Vescovo Francis Xavier DiLorenzo (1988)
- Vescovo John Martin Dougherty (1995)